# Love Kahnlund
Love Kahnlund, född 14 oktober 1981, död 1 januari 2023, var en svensk journalist, regissör och programledare. Han var programledare för Barnradions program Historierummet i nio säsonger, en podcast för barn om spännande historiska händelser och personer. Han var även aktiv som regissör och teaterpedagog vid Sagateatern på Lidingö.
Hans äldre bror är skådespelaren Jonas Kahnlund.